# Rochefort-sur-la-Côte
Rochefort-sur-la-Côte ist eine französische Gemeinde mit 65 Einwohnern (Stand: 1. Januar 2022) im Département Haute-Marne in der Region Grand Est. Sie gehört zum Kanton Bologne und zum Arrondissement Chaumont. Die Bewohner werden Rochefortois und Rochefortoises genannt.

## Lage
Die Gemeinde Rochefort-sur-la-Côte liegt 15 Kilometer nördlich von Chaumont. Sie ist umgeben von folgenden Nachbargemeinden:
|            |                                             | Andelot-Blancheville |
| Bologne    | Kompassrose, die auf Nachbargemeinden zeigt |                      |
| Briaucourt |                                             | Chantraines          |

## Bevölkerungsentwicklung
| Jahr                       | 1962 | 1968 | 1975 | 1982 | 1990 | 1999 | 2008 | 2018 |
| -------------------------- | ---- | ---- | ---- | ---- | ---- | ---- | ---- | ---- |
| Einwohner                  | 93   | 69   | 56   | 68   | 75   | 61   | 67   | 64   |
| Quellen: Cassini und INSEE |      |      |      |      |      |      |      |      |

## Sehenswürdigkeiten
- Dolmen du Bois de la Grande-Bay
- Kirche Notre-Dame-de-l’Immaculée-Conception

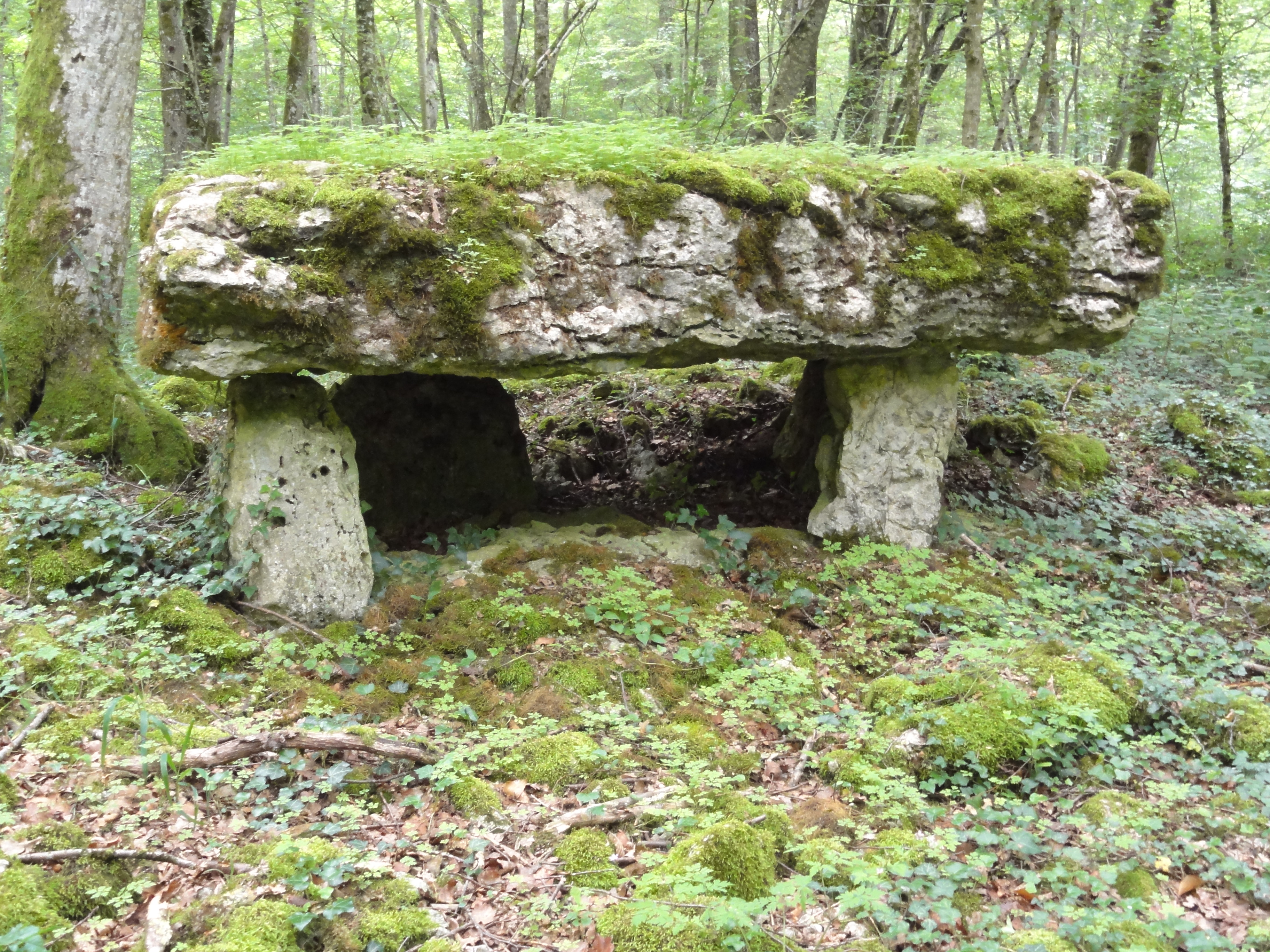
Dolmen du Bois de la Grande-Bay
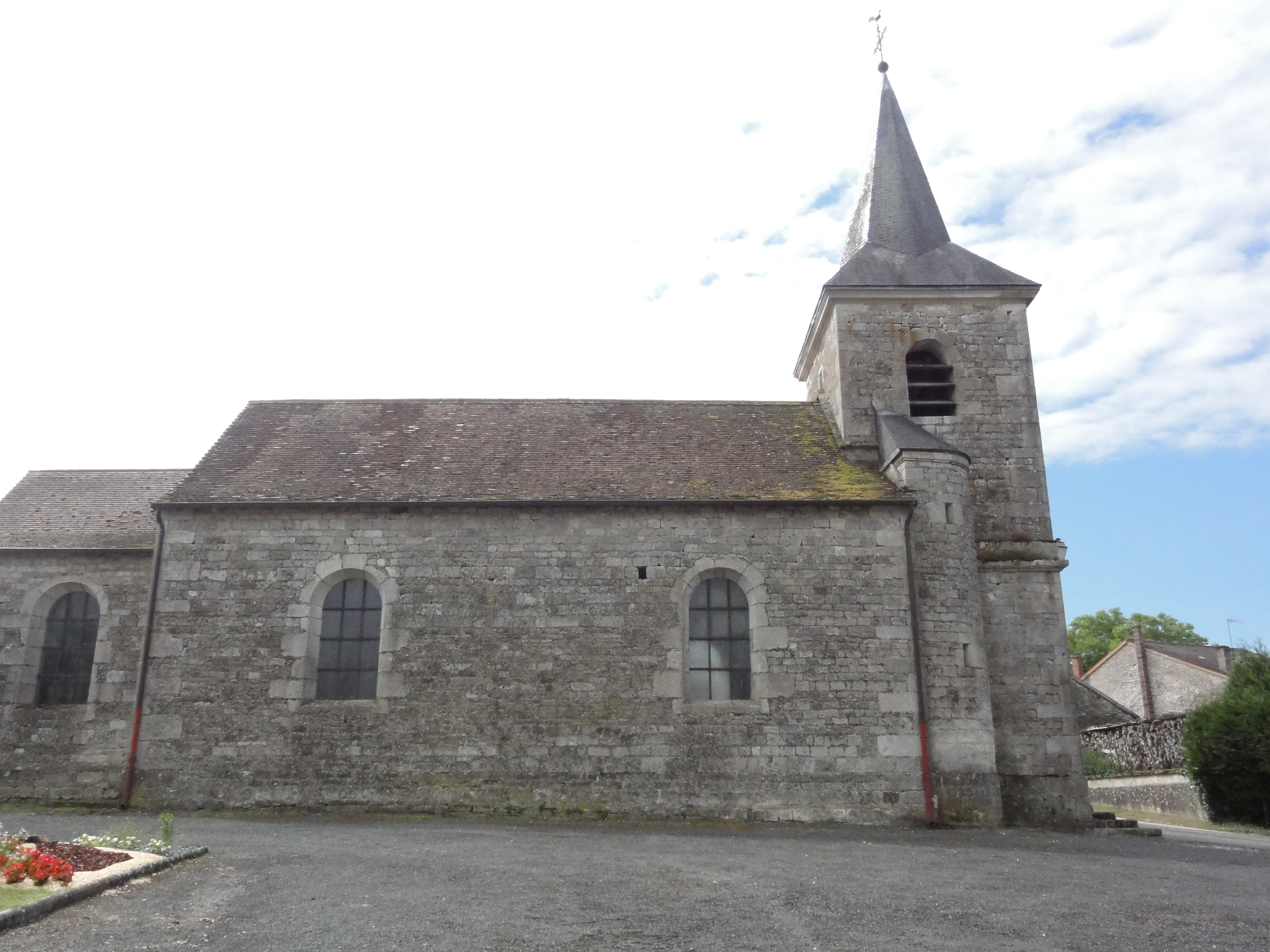
Kirche Notre-Dame-de-l’Immaculée-Conception
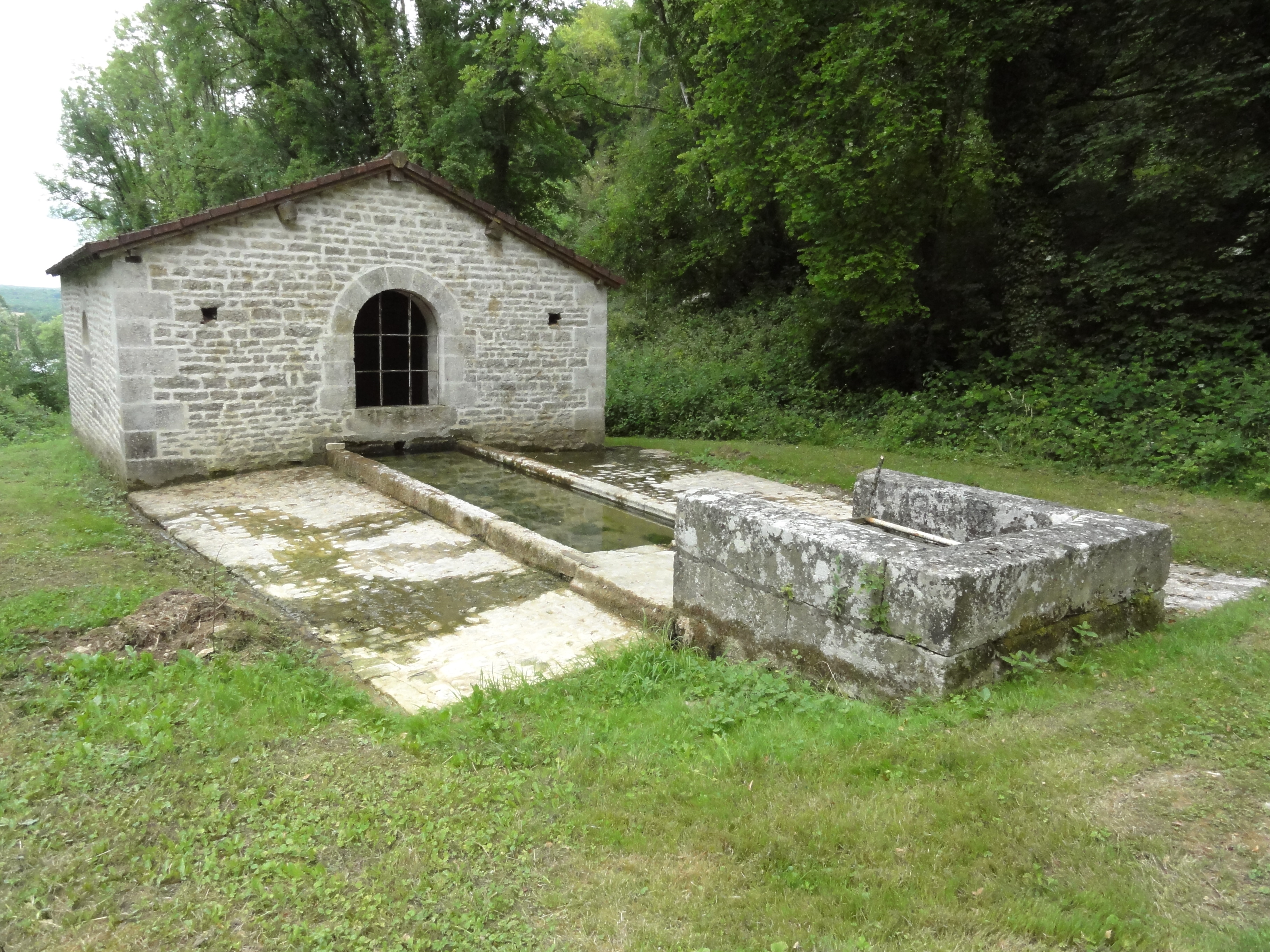
Lavoir